# Corrie Sanders
Cornelius "Corrie" Johannes Sanders (Pretória, 7 de janeiro de 1966 — Brits, 23 de setembro de 2012) foi um pugilista sul-africano.
Obteve o cinturão dos pesos pesados da WBO em 8 de março de 2003, quando derrotou Wladimir Klitschko por nocaute técnico no segundo assalto. Sua última luta ocorreu em 2 de fevereiro de 2008 quando foi derrotado pelo compatriota Osborne Machimana.
Faleceu aos 46 anos baleado em um assalto a um restaurante onde se encontrava com a família, em Brits, próximo a Pretória.